# 阿尔塔 (希腊)
阿尔塔（希臘語：Άρτα），古时称作安布累喜阿是希腊西北部伊庇鲁斯大区阿尔塔专区的市镇及首府，位在阿拉赫索斯河畔。因位于下城区以西的阿尔塔桥而得名。市内亦有多处皮洛士时代的建筑，以及一座建于13世纪的城堡。阿尔塔有丰富的拜占庭历史，至今仍保留着多座拜占庭教堂。